# Bahnhof Merzig (Saar)
Der Bahnhof Merzig (Saar) ist ein Bahnhof an der Saarstrecke zwischen Saarbrücken und Trier. Sein Empfangsgebäude steht unter Denkmalschutz.

## Überblick
Bis zum 5. Dezember 2016 war nur am Gleis 1 ein barrierefreier Zugang möglich, seitdem wurden nach einer Neuerrichtung des Mittelbahnsteigs auf diesem und dem Hauptbahnsteig Aufzüge eingebaut, sodass nun alle drei Bahnsteige barrierefrei erreichbar sind.
In Merzig beginnt die 1903 eröffnete private Bahnstrecke Merzig Süd–Büschfeld (derzeit wegen Schäden an der Bahntrasse stillgelegt) nach Losheim. Diese wurde zuletzt als Museumseisenbahn betrieben. Seit 1917 zweigte in Merzig eine Bahnstrecke über Mechern und Mondorf bis ins französische Bettelainville ab. Nach Sprengung der Brücke über die Saar 1939 war diese jedoch nicht mehr befahrbar. Nach dem Saarausbau sind die Pfeiler als letzte Überreste dieser Brücke abgebaut worden. Neben drei Bahnsteiggleisen und einigen Güter-/Abstellgleisen verfügt der Bahnhof Merzig über eine Panzerverladerampe.

## Empfangsgebäude

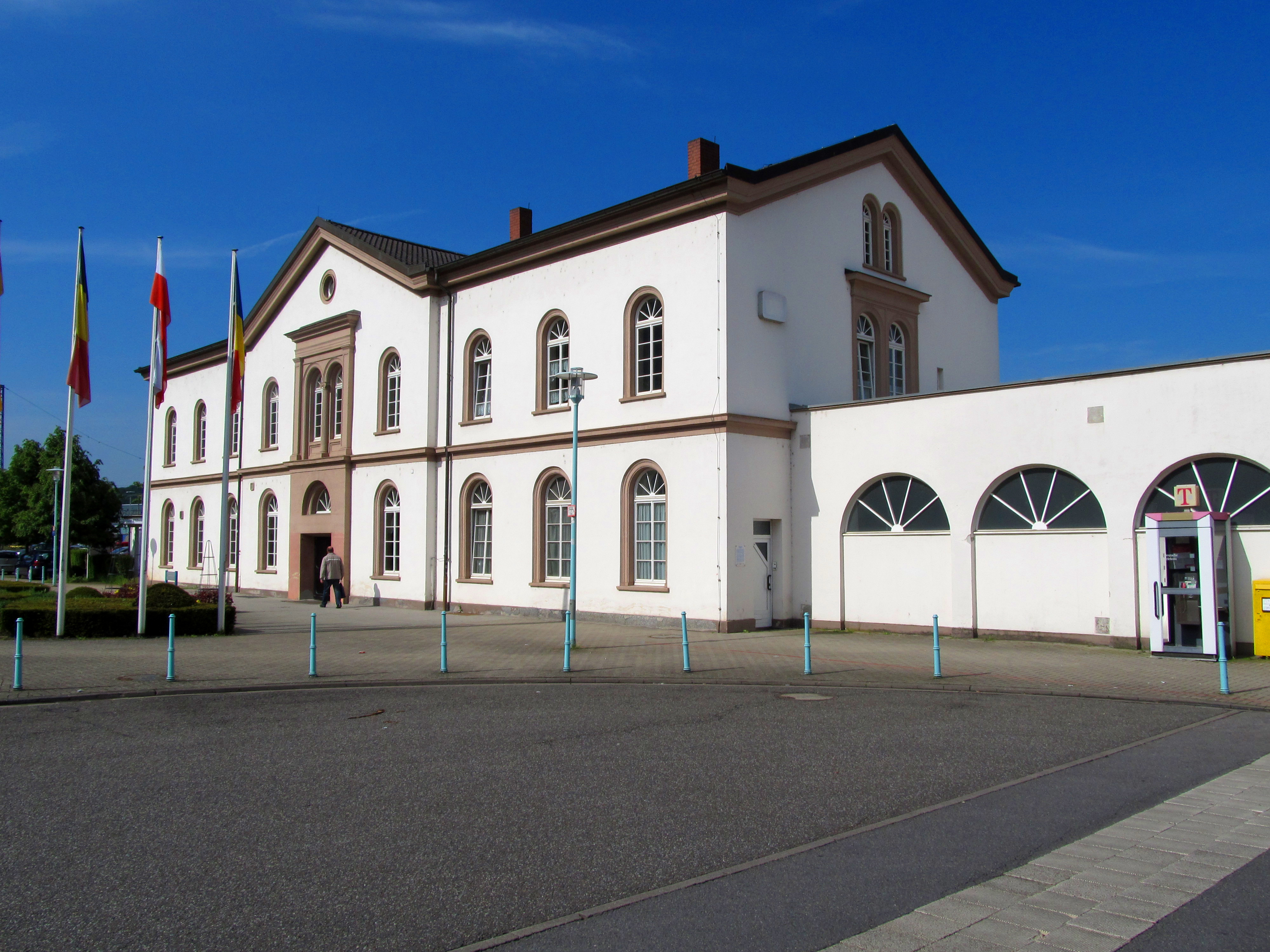
Empfangsgebäude des Bahnhofs Merzig

Noch während der Arbeiten an der Saarstrecke von Saarbrücken nach Merzig wurden Überlegungen zum Bau des Merziger Empfangsgebäudes angestellt. Die Bauzeit kann sehr genau bestimmt werden, da im Jahr 1884 eine Kopie der Originalausführungszeichnung angefertigt wurde, die erhalten ist. Diese Ausführungszeichnung mit Grundrissen, Schnitten und Ansichten war mit dem Datum April 1858 versehen und besaß die Unterschrift des Abteilungsbaumeisters Lieber. Mit dem Bau des Gebäudes muss also kurz nach diesem Termin begonnen worden sein.
Das Gebäude ist als Einzeldenkmal auf der Denkmalliste der Stadt aufgeführt.

## Eisenbahnunfall 2004
In der Nacht vom 24. auf den 25. Oktober 2004 entgleiste gegen 0:10 Uhr der Erzzug TKC 47797 (Rotterdam–Dillingen) im Bahnhof Merzig. 16 Wagen entgleisten und kippten um, die übrigen Waggons und die Lokomotiven (151 091 und 151 095) wurden nicht beschädigt. Bei dem Vorfall wurden keine Menschen verletzt. Ursache war offenbar ein Achsbruch an einem der Waggons. Der Gesamtschaden belief sich nach Angaben der DB AG auf 2 bis 4 Millionen Euro.

## Verkehr
Der Bahnhof Merzig (Saar) gehört zum Saarländischen Verkehrsverbund (saarVV) und liegt in der Groß-Wabe 231 (Merzig). Zum 14. Dezember 2014 trat der größte Fahrplanwechsel seit Einführung des Rheinland-Pfalz-Taktes im Jahr 1994 in Kraft.
Er wird von den folgenden Linien bedient:
| Linie                    | Linienbezeichnung       | Linienverlauf | Takt   |
| ------------------------ | ----------------------- | --- | ------ |
| RE 1                     | Südwest-Express (SÜWEX) | Koblenz Hbf – Kobern-Gondorf – Treis-Karden – Bullay DB – Wittlich Hbf – Schweich – Trier Hbf – Konz -Saarburg – Mettlach – Merzig (Saar) – Saarbrücken Hbf – St. Ingbert – Homburg (Saar) Hbf – Landstuhl – Kaiserslautern Hbf – Neustadt (Weinstraße) Hbf – Ludwigshafen Mitte – Mannheim Hbf                                                                     | 60 min |
| RB 70                    | Saartal-Bahn            | Merzig (Saar) – Fremersdorf – Beckingen – Dillingen (Saar) – Saarlouis – Ensdorf – Bous – Völklingen – Luisenthal (Saar) – Burbach Mitte – Saarbrücken Hbf – Saarbrücken-Ost – Schafbrücke – Rentrisch – Scheidt – St. Ingbert – Rohrbach(Saar) – Kirkel – Limbach – Homburg(Saar) – Bruchmühlbach-Miesau – Hauptstuhl – Landstuhl – Kindsbach – Kaiserslautern Hbf | 60 min |
| RB 71                    | Saartal-Bahn            | Merzig (Saar) – Fremersdorf – Beckingen – Dillingen (Saar) – Saarlouis – Ensdorf – Bous – Völklingen – Luisenthal (Saar) – Burbach Mitte – Saarbrücken Hbf – Saarbrücken-Ost – Schafbrücke – Rentrisch – Scheidt – St. Ingbert – Rohrbach(Saar) – Kirkel – Limbach – Homburg (Saar)                                                                                 | 60 min |
| Stand: 15. Dezember 2024 |                         | |        |

### Busbahnhof/Taxistand
Vor dem Bahnhofsgebäude befinden sich der Busbahnhof der Stadt sowie ein Taxistand.
| Linie | Ziel                  | Taktfrequenz Mo.–Fr.                                       | Taktfrequenz Sa./So.                                       | Betreiber                                     |
| ----- | --------------------- | ---------------------------------------------------------- | ---------------------------------------------------------- | --------------------------------------------- |
| 215   | Merzig Josefskapelle  | sh. Fahrplanbuch                                           | sh. Fahrplanbuch                                           | Verkehrsgesellschaft Merzig-Wadern VMW        |
| 224   | Britten Bergstraße    | sh. Fahrplanbuch                                           | sh. Fahrplanbuch                                           | Verkehrsgesellschaft Merzig-Wadern VMW        |
| 230   | Losheim Bahnhof       | sh. Fahrplanbuch                                           | sh. Fahrplanbuch                                           | Verkehrsgesellschaft Merzig-Wadern VMW        |
| 233   | Beckingen Bahnhof     | sh. Fahrplanbuch                                           | sh. Fahrplanbuch                                           | Verkehrsgesellschaft Merzig-Wadern VMW        |
| 235   | Oppen KW-Halle        | sh. Fahrplanbuch                                           | sh. Fahrplanbuch                                           | Verkehrsgesellschaft Merzig-Wadern VMW        |
| 241   | Merzig-Reisberg       | sh. Fahrplanbuch                                           | sh. Fahrplanbuch                                           | Verkehrsgesellschaft Merzig-Wadern VMW        |
| 242   | Merzig im Mannenbruch | sh. Fahrplanbuch                                           | sh. Fahrplanbuch                                           | Verkehrsgesellschaft Merzig-Wadern VMW        |
| 243   | Besseringen           | sh. Fahrplanbuch                                           | sh. Fahrplanbuch                                           | Verkehrsgesellschaft Merzig-Wadern VMW        |
| 244   | Schwemlingen          | sh. Fahrplanbuch                                           | sh. Fahrplanbuch                                           | Verkehrsgesellschaft Merzig-Wadern VMW        |
| 250   | Orscholz Post         | sh. Fahrplanbuch                                           | sh. Fahrplanbuch                                           | Verkehrsgesellschaft Merzig-Wadern VMW        |
| 260   | Nennig-Bahnhof        | sh. Fahrplanbuch                                           | sh. Fahrplanbuch                                           | Verkehrsgesellschaft Merzig-Wadern VMW        |
| 294   | Besseringen           | auf Bestellung                                             | auf Bestellung                                             | ALiTa, Verkehrsgesellschaft Merzig-Wadern VMW |
| 294   | Menningen             | auf Bestellung                                             | auf Bestellung                                             | ALiTa, Verkehrsgesellschaft Merzig-Wadern VMW |
| 294   | Merchingen Ortsmitte  | auf Bestellung                                             | auf Bestellung                                             | ALiTa, Verkehrsgesellschaft Merzig-Wadern VMW |
| 294   | Wellingen Alte Schule | auf Bestellung                                             | auf Bestellung                                             | ALiTa, Verkehrsgesellschaft Merzig-Wadern VMW |
| 403   | Luxembourg-Kirchberg  | 30 Minuten (Mo.–Sa.)                                       | 30 Minuten (Mo.–Sa.)                                       | RGTR Luxemburg                                |
| 404   | Leudelange            | 30 Minuten (Mo.–Sa.)                                       | 30 Minuten (Mo.–Sa.)                                       | RGTR Luxemburg                                |
| 405   | Luxembourg-Kirchberg  | morgens: 30 Minuten (Mo.–Sa.) abends: 60 Minuten (Mo.–Sa.) | morgens: 30 Minuten (Mo.–Sa.) abends: 60 Minuten (Mo.–Sa.) | RGTR Luxemburg                                |
| R1/X1 | Wadern                | 20–60 Minuten                                              | 60 Minuten                                                 | Zarth GmbH                                    |

(Stand 2023)

## Weitere Bahnhöfe im Stadtgebiet Merzigs
Merzig (Saar) Stadtmitte
Unweit des Bahnhofs Merzig gibt es den Bahnhofsteil Merzig (Saar) Stadtmitte, unmittelbar in der Innenstadt gelegen. Dieser Bahnhofsteil ist seit dem Jahr 2000 in Betrieb und über Rampen barrierefrei zugänglich. Hier hält nur die Regionalbahn RB 71.
Merzig-Besseringen
Im Stadtteil Besseringen gibt es einen Haltepunkt älteren Baujahres. Hier hält ebenfalls nur die Regionalbahn RB 71.
Merzig Ost
Der Bahnhof Merzig Ost liegt an der Bahnstrecke Merzig–Büschfeld und ist Ausgangspunkt für den Museumsverkehr nach Losheim.
Die Anlagen der Merzig-Büschfelder Eisenbahn im Stadtgebiet sind als Ensemble denkmalgeschützt. Dazu zählen das um 1903 errichtete Empfangsgebäude des Bahnhofs, ein etwa zeitgleich erbautes Stellwerk im Bahnhofsgelände sowie die Trasse der Bahn im Bereich der Losheimer sowie der Von-Boch-Straße.